# 熊谷元直
熊谷 元直（くまがい もとなお）は、安土桃山時代から江戸時代の武将。毛利氏の家臣。安芸熊谷氏当主。妻は佐波隆秀の娘。熊谷高直の子、熊谷信直の孫。男子に直貞、二郎兵衛、猪之介。女子に天野元信妻など。初名は元貞。二郎三郎、伊豆守、豊前守、蓮西（法名）、メルキオル（洗礼名）。

## 生涯
弘治元年（1555年）、毛利氏家臣の熊谷高直の子として誕生。この頃の安芸熊谷氏は、祖父・信直の代に娘を吉川元春（毛利元就の次子）に嫁がせ、16000石の所領を持つなど、毛利氏の縁戚として重用されていた。
天正7年（1579年）、父・高直が死去すると、祖父・信直の補佐を受け家督を継承する。主君の毛利輝元に従い、豊臣秀吉の四国攻め、九州征伐、小田原征伐、文禄の役などに従軍し活躍した。慶長元年（1596年）、豊臣姓を下賜された。
一方で、天正15年（1587年）3月中旬、黒田孝高の勧めでペドロ・ゴメス神父から洗礼を受けキリシタンとなり、洗礼名メルシオルを授かった。この時同じく黒田孝高の勧めにより、毛利家中でも多くの者が受洗している。
当初はキリスト教に熱心ではなかったものの、1596年（文禄5年）秀吉の伏見城普請を任ぜられて上方に滞在中、神父たちに会って信仰を強め、「自分は今後は、一度受け入れた信仰にふさわしい生活をしようと望んでいる」と述べた。
その後、豊臣秀吉の棄教令や輝元からの棄教の命を拒絶し、毛利領のキリスト教信者の庇護者となった。元々元直は家中での権勢を背景に独断専行の傾向があったため、合わせて輝元の強い不興を買った。
慶長5年（1600年）の関ヶ原の戦いにおいて毛利氏は西軍についたため、安芸国をはじめとする所領を減封されることになり、元直も伝来の所領と三入高松城を失い、ともに周防長門に移り、8000石を領した。
慶長9年（1604年）、輝元は新たな毛利氏の本城を萩城と定め、重臣である元直と益田元祥にその築城を命じた。その際に元祥の家臣が元直の一族である天野元信配下の者から築城の材料（五郎太石）を盗む事件が発生し、その責任をめぐって両者は対立したため築城作業は遅延する（五郎太石事件）。このことで徳川氏の不興を買うことを恐れた輝元は、慶長10年（1605年）に萩城の築城の遅延の責を問うという理由で討手を送り、元直は宍戸元富らによって討たれた。この粛清により、一族の天野元信も討たれたほか、元直の妻や子の二郎兵衛、猪之介も殺害された。また、これと前後して、毛利領内のキリスト教関係者の多くが処刑された。
なお、元直の死と共にほぼ族滅した安芸熊谷氏だが、直貞の子・元貞が母方のおじにあたる毛利秀元に庇護されて、粛清の連座を逃れており、後に大坂の陣で戦功を挙げて、3000石の寄組として熊谷氏を再興した。

## 死後
後世、元直はキリスト教信者の働きかけにより殉教者として扱われ、キリシタンの禁教が解除された明治時代には教会に墓所が設けられた。
また、2007年3月4日には、ローマ教皇庁が17世紀前半に江戸幕府の迫害を受けて殉教した、元直を含む日本人カトリック信徒188人に対して福者の敬称を与えられることとなり、同年6月にローマ教皇ベネディクト16世によって正式承認された（ペトロ岐部と187殉教者）。